# Балчыклы
 Балчыклы  (тат. Балчыклы) — село в Нижнекамском районе Татарстана. Входит в состав Шингальчинского сельского поселения.

## География
Находится на реке Аланка, в 7 км к югу от города Нижнекамска.

## История
Основано в XVIII веке. До 1860-х годов жители относились к сословию государственных крестьян. Занимались земледелием, разведением скота, работали по найму в помещичьих имениях. По сведениям 1870 года, в Балчиклы было 2 водяные мельницы. В конце XIX века земельный надел сельской общины составлял 664,4 десятины. До 1920 года село входило в Афонасовскую волость Мензелинского уезда Уфимской губернии. С 1920 года в составе Мензелинского, с 1922 — Челнинского кантонов ТАССР. С 10.08.1930 в Челнинском, с 10.02.1935 в Шереметьевском, с 01.02.1963 в Челнинском, с 12.01.1965 в Нижнекамском районах.

## Население
| 1859 | 1884 | 1926 | 1938 | 1949 | 1958 | 1970 | 1979 | 1989 | 2000 |
| ---- | ---- | ---- | ---- | ---- | ---- | ---- | ---- | ---- | ---- |
| 279  | 398  | 615  | 615  | 502  | 423  | 526  | 433  | 91   | 112  |

Национальный состав села — татары.

## Экономика
Полеводство.

## Инфраструктура
Клуб, библиотека.